# Marc Gedopt
Marc Gedopt (Antwerpen, 27 juli 1955 - Antwerpen, 24 oktober 2011) heeft verschillende posities bekleed bij Belgische en Nederlandse banken. Na zijn studie economie in Antwerpen behaalde hij een MBA in Leuven. 

## Carrière
In 1979 begon hij zijn carrière bij Citibank België. In 1984 stapte hij over naar de Generale Bank. Hij leidde er onder meer het filiaal Banque Européenne pour L’Amérique Latine en was directeur-generaal van de zone Noord-Centrum, met belangrijke Antwerpse bedrijven als klant.
In 1995 kwam hij naar Nederland. De Generale Bank had de activiteiten van Crédit Lyonnais in Nederland overgenomen en hij werd voorzitter van de raad van bestuur van de Generale Bank Nederland (het vroegere Crédit Lyonnais Bank Nederland). Hij slaagde erin die verlieslatende bank in twee jaar weer winstgevend te maken. In 1998 werd de Generale Bank zelf overgenomen en de activiteiten in Nederland werden samengevoegd met Fortis Bank. Marc Gedopt stapte op.
Hij werd gevraagd om bestuursvoorzitter te worden van de NIB Capital, een voormalige overheidsbank die in handen was gekomen van de pensioenfondsen ABP en PGGM. In 1999 hadden die € 2 miljard betaald om toegang te krijgen tot nieuwe beleggingen, zoals durfkapitaal en complexe maatwerkkredieten. Onder zijn leiding ging NIB Capital meer de richting van private equity uit. Hij slaagde erin het fonds AlpInvest Partners aan te trekken. Gedopt kreeg in Nederland de onderscheiding van Officier in de Orde van Oranje-Nassau.
Binnen de bank was de Belg berucht om zijn autoritaire optreden. Eind 2001 raakte hij in opspraak door een grote uittocht van managers, die NIB Capital bijna € 6 miljoen aan vertrekpremies kostte. Verder behaalden de vermogensbeheerders van de bank niet de winstdoelen die met de opdrachtgevers waren afgesproken. Met de terugval van de aandelenmarkten, kwam de strategie van NIB Capital onder druk te staan. Gedopt vertrok in april 2002 wegens meningsverschillen, maar kon daarbij rekenen op een belangrijke gouden handdruk. Uit het jaarverslag van NIB Capital blijkt dat Gedopt € 2,6 miljoen toucheerde. Het bedrag bestond uit salaris, maar ook het afkopen van verstrekte opties. Zijn opvolger was Michael Enthoven.
Hij ging daarna aan de slag bij Agfa-Gevaert, waar hij zijn oud Generale Bank-collega André Bergen opvolgde als financieel directeur en bestuurder. Op 15 januari 2005 stapte hij uit eigen beweging op. 
Vanaf begin 2005 was Gedopt vooral actief als bestuurder en investeerder in vennootschappen. Van eind 2008 tot 2010 was hij onder meer partner-vennoot van de onafhankelijke financiële planner Stremersch, Van Broekhoven & Partners.
Hij overleed in 2011.